# أليخاندرا سيجورا
أليخاندرا سيجورا (9 نوفمبر 1993 - ) (بالإسبانية: Alejandra Segura)‏ هي لاعبة كرة طائرة المكسيك.